# Mike Muller (Ingenieur)
Arnold Michael (Mike) Muller (* 1. Dezember 1949 in Johannesburg) ist ein südafrikanischer Ingenieur und Entwicklungsspezialist.

## Leben
Muller ist Ingenieur (MSc(Eng)). Seine 1974 von War on Want veröffentlichte Schrift The Baby Killer (Übersetzung ins Deutsche: Nestlé tötet Babys) trug wesentlich zum Nestlé-Boykott bei.
Von 1979 bis 1988 war er an der Umsetzung von staatlichen Wasserversorgungs- und Wasseraufbereitungsprojekten in Mosambik tätig. Zwischen 1988 und 1994 arbeitete Muller bei der Development Bank of Southern Africa in einer Führungsposition mit dem Aufgabenbereich Infrastrukturprogramme und der diesbezüglichen Politik.
Seine vielseitigen Erfahrungen und Fachkompetenz berief ihn die südafrikanische Regierung 1997 in die Funktion des Director-General im südafrikanischen Ministerium für Wasser und Forsten (Department of Water Affairs and Forestry), die er bis 2005 ausübte. Zu seinen Aufgaben zählten die Implementation neuer Politikansätze für die Wasserversorgung im Land und die Reform bestehender Rechtsvorschriften. Zudem bewirkte Muller die Einführung zahlreicher Programme und Projekte, um landesweit vielen Menschen eine sichere Wasserversorgung zu ermöglichen. In dieser Funktion war Muller an den Verhandlungen mit Mosambik und Swasiland beteiligt, die eine gemeinsame Nutzung von Wasserressourcen zum Ziel hatten, woraus eine trilaterale Vereinbarung hervorging: das Interim Agreement for Co-operation on the Protection und Sustainable Utilisation of the Water Resources of the Incomati and Maputo Watercourses (IncoMaputo Agreement, deutsch etwa: „Vorläufiges Kooperationsabkommen zum Schutz und zur nachhaltigen Nutzung der Wasserressourcen der Einzugsgebiete des Komati und Maputo“). Ferner leitete er die Verhandlungen für Südafrika während der Startphase des Lesotho Highlands Water Project.
Von 2010 bis 2015 war er Mitglied der südafrikanischen National Planning Commission. Von 2012 bis 2014 war er Vorsitzender der Global Agenda Council on Water Security des Weltwirtschaftsforums. Seit 2006 ist er Gastprofessor für öffentliches Management und Entwicklungsmanagement an der Witwatersrand-Universität.
Auf Grund seiner vielseitigen Verdienste und Expertise wurde er Fellow des South African Institute of Civil Engineer (SAICE) und des Water Institute of Southern Africa.
Seine Publikationsaktivitäten erstrecken sich sowohl auf dem populärwissenschaftlichen als auch auf dem akademischen Sektor.

## Schriften (Auswahl)
- The baby killer: a War on Want investigation into the promotion and sale of powdered baby milks in the Third World. London: War on Want, 1974. OCLC 488739838

Deutsche Übersetzung der Arbeitsgruppe Dritte Welt Bern: Nestle tötet Babys: Ursachen und Folgen der Verbreitung künstlicher Säuglingsnahrung in der Dritten Welt. Bern, 1974. OCLC 885081359
- Tobacco and the Third World: Tomorrow's epidemic? A War on Want investigation into the production, promotion and use of tobacco in the developing countries. London: War on Want, 1978. ISBN 9780905990033
- The health of nations. A north-south investigation Faber and Faber, London 1982. ISBN 9780571119561

Deutsche Übersetzung von Niels Kadritzke: Heile und herrsche: Gesundheit in der Dritten Welt und die Politik der Pharma-Industrie. Berlin: Rotbuch-Verlag, 1983. ISBN 978-3-88022-272-4